# Badger-baiting

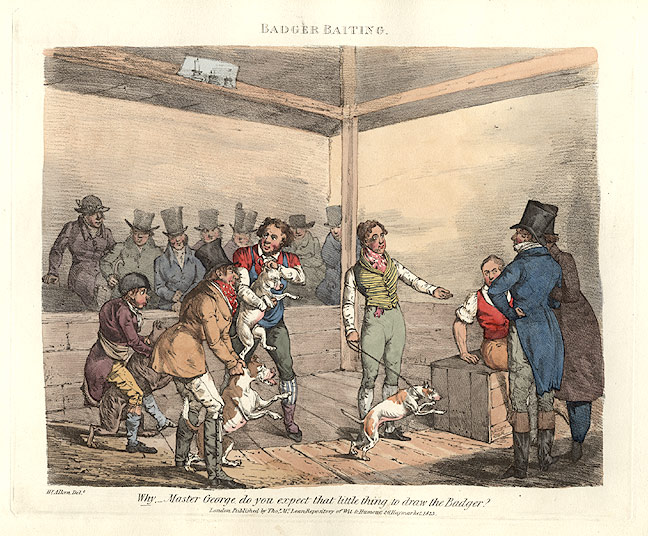
Badger-baiting, obra por Henry Alken, cerca de 1824. Cães são segurados aguardando o texugo que está na caixa de madeira, a qual simula a toca do mesmo.

Badger-baiting (badger, "texugo"; bait, "isca") foi um tipo de desporto sangrento popular na Inglaterra do século XVIII e XIX, no qual um texugo era atacado por cães. Esta prática geralmente resultava em graves ferimentos muitas vezes fatais ao texugo ou aos cães. 
Este desporto sangrento era considerado mais uma fonte de apostas e entretenimento deste ramo. 

## Texugo

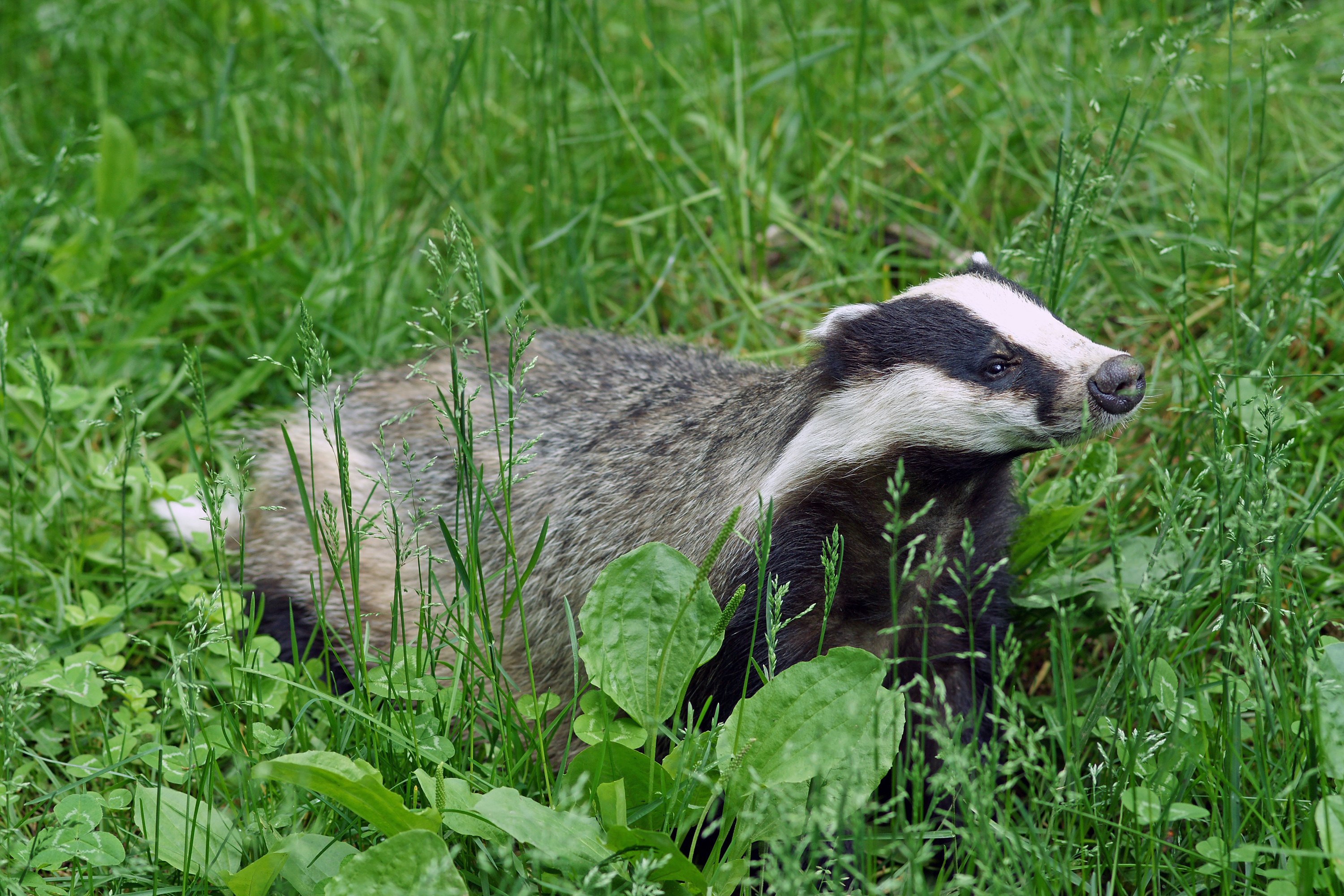
Texugo-europeu

O texugo é um animal que demonstra imensa valentia quando encurralado ou ameaçado. Pesa até 15 kg, possui garras afiadas e uma mordida poderosa. Por ser considerado um adversário formidável para qualquer cão, era procurado para a prática de desportos sangrentos para testar as qualidades dos cães.
Em meados do século XIX, a isca de texugos declinou em popularidade para ser substituída pela briga de cães, embora algumas aldeias do interior continuassem realizando essas atividades no domingo após a igreja.

## Cães
Algumas raças de cães foram desenvolvidas especificamente para isca de texugo, enquanto várias outras raças foram usadas nessa tarefa, além de um controle mais geral de animais considerados pragas, como raposas e outros; algumas raças utilizadas incluem o Dachshund  e terriers, como o extinto bull-and-terrier.
Além da crueldade contra os texugos, os cães também eram feridos. Os cães geralmente sofriam lesões na face e pescoço. Em alguns casos, as lesões eram tais que os cães precisavam ser sacrificados. 

## Características

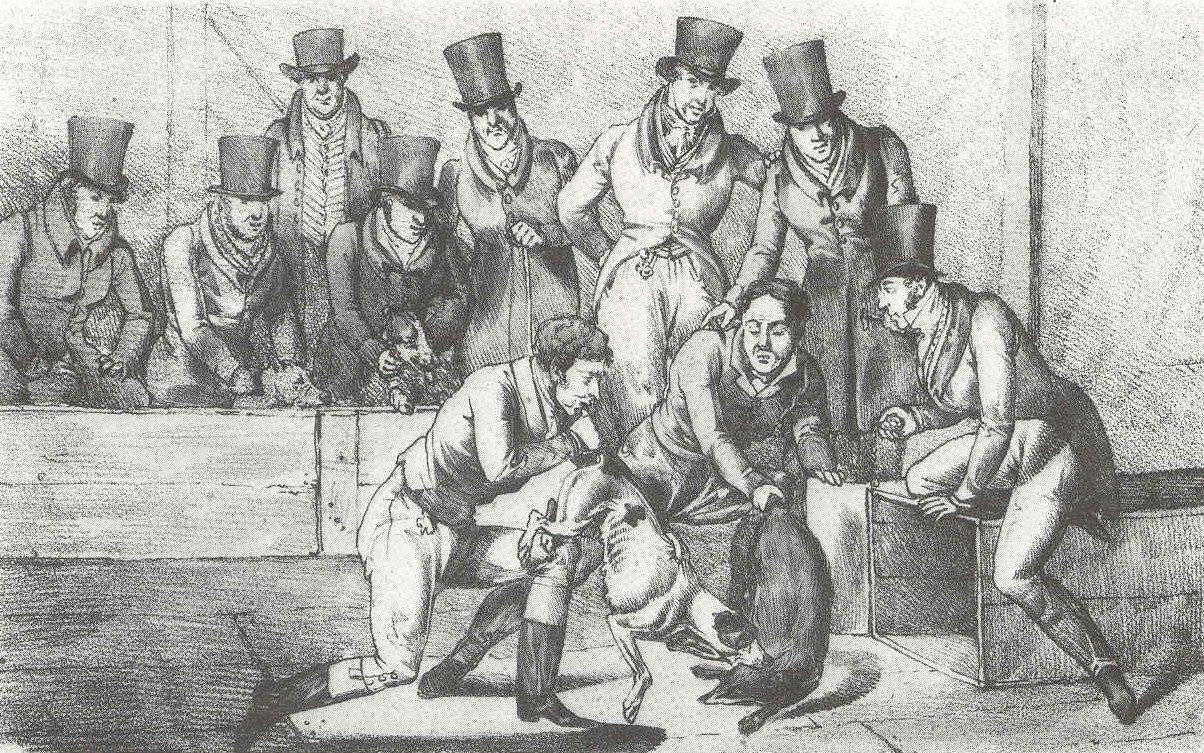
"Badger Baiting", de Henry Alken, por volta de 1824. Texugo é segurado pela cauda enquanto é atacado pelo cão.

Em uma arena cercada por paredes baixas de madeira, um texugo vinha preso dentro de uma caixa de madeira que simulava a sua toca. Os cães aguardavam agitados, sendo segurados por seus donos. As apostas eram feitas e a ordem dos cães combinada. A caixa era aberta e traziam para fora o texugo preso pela cauda, oferecendo a um cão. O combate começava. Após o término, o texugo, se ainda com vida, era guardado na caixa.

## Legislação
O badger-baiting foi proibido no Reino Unido em 1835 juntamente com os demais desportos sangrentos com cães, com a Lei da Crueldade contra Animais. A prática de baiting com animais é agora especificamente proibida pela Lei de Proteção aos Animais de 1911.